# Rallus
Rallus Linnaeus, 1758 è un genere di uccelli della famiglia dei Rallidi.

## Tassonomia
Comprende undici specie:
- Rallus obsoletus Ridgway, 1874 - rallo di Ridgway
- Rallus crepitans J.F.Gmelin, 1789 - rallo battente
- Rallus tenuirostris Ridgway, 1874 - rallo azteco
- Rallus longirostris Boddaert, 1783 - porciglione americano
- Rallus elegans Audubon, 1834 - rallo reale
- Rallus wetmorei Zimmer e Phelps, 1944 - rallo di Wetmore
- Rallus limicola Vieillot, 1819 - porciglione della Virginia
- Rallus semiplumbeus P. L. Sclater, 1856 - rallo di Bogotá
- Rallus aequatorialis Sharpe, 1894 - rallo dell'Ecuador
- Rallus antarcticus King, 1828 - rallo australe
- Rallus aquaticus Linnaeus, 1758 - porciglione europeo
- Rallus indicus Blyth, 1849 - rallo di Blyth
- Rallus caerulescens J. F. Gmelin, 1789 - porciglione africano
- Rallus madagascariensis J. Verreaux, 1833 - porciglione del Madagascar

Dieci di queste specie sono originarie delle Americhe, mentre le altre quattro sono presenti in Eurasia, Africa e Madagascar; queste ultime sono strettamente imparentate tra loro, tanto che gli studiosi le considerano tutte discendenti di un'unica specie proveniente dal Nuovo Mondo.
Tre delle quattro specie endemiche del Sudamerica sono minacciate dalla distruzione dell'habitat, e anche il porciglione del Madagascar (R. madagascariensis) si sta facendo raro.

## Descrizione
Le specie del genere Rallus sono ralli di piccole dimensioni, dal becco lungo e le zampe sottili. Il corpo, appiattito lateralmente, costituisce un adattamento alla vita tra i canneti umidi e le paludi, dal momento che consente loro di scivolare facilmente tra la fitta vegetazione semi-acquatica. Generalmente questi uccelli presentano le regioni superiori striate, dal colore di fondo marrone, la faccia o il petto grigio-azzurri e i fianchi striati. Solamente il porciglione africano (R. caerulescens) e il rallo di Wetmore (R. wetmorei) sono privi di piume grigio-azzurre e di strisce sui fianchi.